# Антон Укмар
Антон Укмар – Миро (Просеко, код Трста, 6. децембар 1900 — Копер, 21. децембар 1978), учесник Шпанског грађанског рата, Етиопског покрета отпора, Француског покрета отпора и Италијанског покрета отпора и друштвено-политички радник СР Словеније.

## Биографија
Основну школу завршио је у родном месту (1907-1912), а два разреда средње школе у Трсту (1912-1914). До 1917. године радио је на имању дворца Мирамаре, након чега се запослио на железници у Трсту (1917-1926). На том се послу 1917. године прикључио револуционарном радничком покрету, 1921. постао члан Савеза комунистичке омладине Италије, а 1926. члан Комунистичке партије Италије. Фашистичке власти су га исте године преместиле на радно место у Ђенови, а наредне године је био ухапшен и отпуштен с посла.
По наређењима ЦК КПИ, учествовао је у акцијама револуционара на подручју Трста с циљем придобивања становништва за антифашистички фронт. Августа 1929, да би избегао хапшење, склонио се у Љубљану. Исте године пребацио се у Париз, где је при ЦК КПИ био сарадник на гласилу КПИ и КПЈ, Дело. Године 1931, био је делегат на Четвртом конгресу КП Италије у Келну, 1931–1932. помагао је при обнови партијских организација у Италији, 1932–1934. похађао једногодишњи курс Међународне лењинске школе, политичку праксу обављао у фабрици „Егорово“ у Лењинграду, а од 1934. до 1936. похађао Комунистички универзитет националних мањина Запада (КУНМЗ) у Москви.

### Шпански грађански рат
Године 1936, КПИ га је послала у Шпанију. Током Шпанског грађанског рата сарађивао је с обавештајном службом и био политички комесар одељења противобавештајне службе републиканске армије. Од 1938. до 1939. био је шеф персоналне службе у Интернационалним бригадама (Дванаеста интернационална бригада „Ђузепе Гарибалди“) и комесар чете митраљезаца у бици на Ебру. Радио је и у одељењу за кадрове при КП Шпаније. Након пораза републиканске војске, фебруара исте године био је накратко интерниран у логору Аржеле (Француска).

### Други светски рат
Од марта 1939. до краја 1940. био је инструктор у покрету отпора против италијанских окупационих снага у Етиопији. Након ослобођења Етиопије 1941, вратио се у Париз, где је ухапшен, интерниран у логор Верне д'Арјеж, те затворен у Кастр. Из логора је побегао 1942. године и учествовао у организацији партизанских одреда у јужним францкуским покрајинама. По капитулацији Италије 8. септембра 1943, био је послат у Лигурију, где је постао члан Комитета националног ослобођења, организатор партизанских чета, 1944. командант 6. оперативне зоне у северној Италији, а 1945. командант Ђенове и околице. Учествовао је у ослобођењу Ђенове априла 1945. и након тога проглашен за њеног почасног грађанина.

### Каријера у Југославији
Јуна 1945. године вратио се у Југославију, где се налазио на више одговорних функција. Био је члан Извршног комитета КПС и одборник Словеначко-италијанске антифашистичке уније (СИАУ) за Јулијску крајину, од 1947. члан Извршног комитета КП СТТ и председник одбора Ослободилачког фронта Словеније за СТТ и Савеза партизанских ветерана. Од 1954. године живео је у Копру, где је био члан разних друштвено-политичких организација.
Умро је 21. децембра 1978. године у Копру.
Носилац је Партизанске споменице 1941, Ордена братства и јединства, Ордена заслуга за анрод, Ордена за храброст и осталих југословенских, америчких, француских и шпанских одликовања.